# Người Brasil da trắng
Người Brasil da trắng (tiếng Bồ Đào Nha: Brancos brasileiros hoặc gọi tắt là brancos) một trong những loại chủng tộc của dân số Brasil, theo truyền thống được sử dụng trong các cuộc điều tra dân số. Người Brasil trắng chủ yếu là người gốc châu Âu và đặc điểm chủng tộc da trắng. Đại diện của loại Địa Trung Hải chiếm ưu thế, và tùy thuộc vào khu vực, người Brasil trắng có tạp chất đáng kể của máu Ấn Độ và người da đen, điều này được giải thích bởi các quá trình nhân giống lâu dài trong thời kỳ thuộc địa Brasil và chính sách tẩy trắng chủng tộc sau khi giành được độc lập vào năm 1822.
Theo điều tra dân số năm 2010, 47,3% dân số cả nước, tương đương khoảng 91,1 triệu người, tự coi mình là người da trắng. Có một dân số da trắng ở tất cả các tiểu bang của đất nước, nhưng phần lớn tập trung ở các thành phố, cũng như ở bốn tiểu bang phía nam của đất nước, có khí hậu cận nhiệt đới mát mẻ hơn. Theo truyền thống, người Brasil trắng là nền tảng của tầng lớp trung lưu của đất nước, cũng như trên thực tế toàn bộ giới tinh hoa chính trị và kinh tế. Cần lưu ý rằng tỷ lệ tương đối của người Brasil da trắng ở nước này đã liên tục giảm kể từ đầu những năm 1960, khi nó đạt tối đa khoảng 63% dân số. Ngôn ngữ chính của người Brasil da trắng là tiếng Bồ Đào Nha.